# 福佳集团
福佳集团是中華人民共和國一家民營企業，以保险金融、石油化工為主業。1998年，公司前身安富消防设备制造有限公司和福佳消防工程有限公司成立于遼寧省大连市，创始人為王义政。2000年，王义政整合旗下子公司，成立了福佳集团。當時福佳集團大连市重点工程中2/3的消防工程都由福佳集团承建。該企業曾连续十年入围中国企业500强，2005年12月，大连福佳—大化项目启动。後來這一項目成為2011年大连市反对PX项目游行的導火索並最終搬遷。2022年3月16日，王义政退任董事長，鄭愛國接任董事長。

## 外部連結
- 官方网站